# Не чекали, не гадали!
«Не чекали, не гадали!» (рос. «Не ждали, не гадали!») — російський радянський художній фільм 1982 року режисера Віктора Титова.

## Сюжет
Історія почалася з того, що в квартиру наукового співробітника Долгорукова несподівано потрапив ослик, що заблукав...

## У ролях
- Лев Дуров
- Євгенія Глушенко
- Леонід Марков
- Євген Моргунов
- Олексій Кожевников
- Валентин Голубенко
- Михайло Данилов
- Ілля Рутберг
- Володимир Басов
- Антоніна Дмитрієва
- Наталія Варлей
- Олександр Дем'яненко
- Володимир Коровкін
- Роман Фурман
- Любов Руденко
- Саша Зайцев
- Сергій Зайцев

## Творча група
- Сценарій: Роман Фурман
- Режисер: Віктор Титов
- Оператор: Юрій Схиртладзе
- Композитор: Володимир Давиденко